# Datageletterdheid
Datageletterdheid is het vermogen om zinvolle informatie af te leiden uit gegevens (data) en gegevensverzamelingen, dus het vermogen om gegevens te lezen, ermee te werken, te analyseren en ermee te discussiëren en te begrijpen wat gegevens betekenen, inclusief hoe grafieken op de juiste manier te maken en te lezen, correcte conclusies uit gegevens te trekken, en te herkennen wanneer gegevens op misleidende of ongepaste manieren worden gebruikt.
Net als geletterdheid als een algemeen concept, richt datageletterdheid zich op de competenties die betrokken zijn bij het werken met gegevens. Het is echter niet vergelijkbaar met het vermogen om tekst te lezen, aangezien het bepaalde vaardigheden vereist met betrekking tot het lezen en begrijpen van gegevens en gegevensverzamelingen.